# NGC 2033
NGC 2033 (другое обозначение — ESO 56-SC157, LH 81) — рассеянное скопление в созвездии Золотой Рыбы, расположенное в Большом Магеллановом Облаке. Открыто Джеймсом Данлопом в 1826 году. В скоплении находится полуразделённая тесная затменная двойная система LMC-SC1-105. Возраст NGC 2033 составляет менее 10 миллионов лет.
Этот объект входит в число перечисленных в оригинальной редакции «Нового общего каталога».